# Ромен Дирис
Ромен Дирис (фр. Romain Duris; 28. мај 1974. године), француски је позоришни и филмски глумац, познат по драмским улогама. Један је од популарнијих глумаца у Француској. Глумио је у филмовима Доберман, Срцоломац, Гаџо дило, Цена живота.